# Marching and Cycling Band HHK

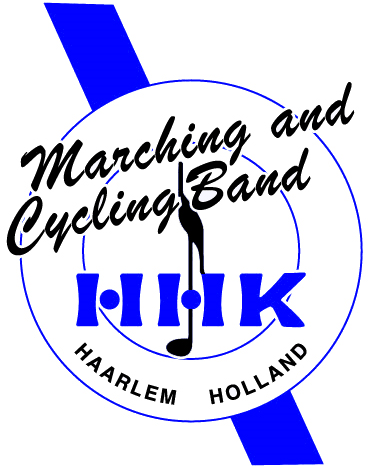
Logo der Marching and Cycling Band HHK

Die Marching and Cycling Band HHK war eine Marching Band aus Haarlem in den Niederlanden. Sie war von 1964 bis 2014 aktiv und trat auch auf Fahrrädern auf.
Die Band spielte Stücke aus dem Pop-, Musical- und Filmwelt-Repertoire.

## Die Band
Durchschnittlich trat die Band jährlich 20- bis 25-mal auf, größtenteils von April bis Juni und von September bis Oktober. Meistens radfahrend, waren auch einige marschierende Auftritte darunter.

## Geschichte

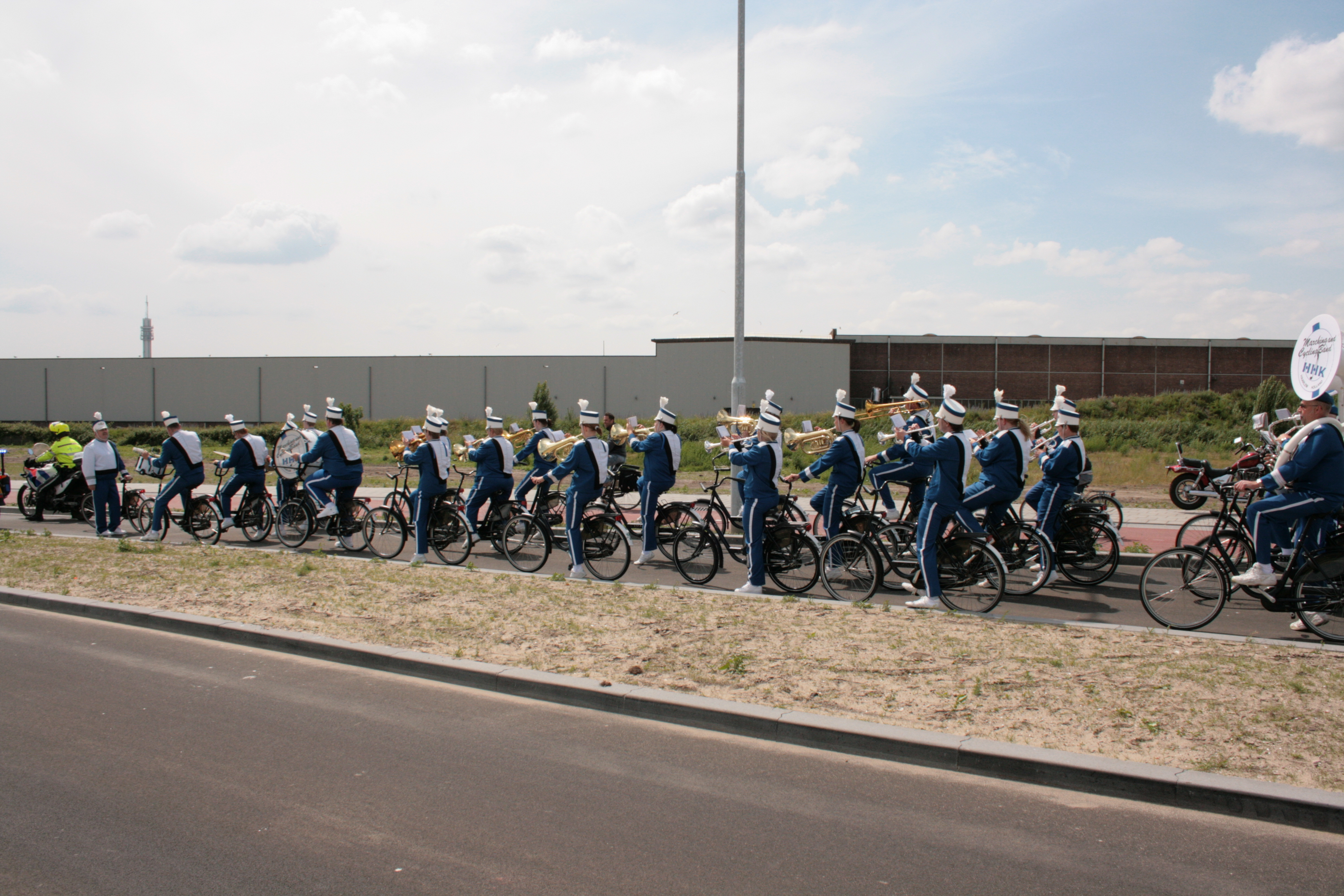
Auftritt auf Fahrrädern

Im Jahr 1964 entstand aus der Fusion der Bands Kunstkring Apollo und Harmonie Crescendo die Haarlems Harmonie Kapel (HHK). Gegen Ende der 1960er-Jahre war sie mit 200 Mitgliedern einer der größten Musikvereine in Europa. Später, 1973, wurde aus der Idee eines Mitglieds, Bram Visser, auch mit Fahrrädern aufzutreten, die Marching and Cycling Band HHK. Vorbild der Idee waren Musikgruppen des niederländischen Militärs, die das vor Jahren schon praktiziert hatten. Die ersten Auftritte der MaC-Band fanden schließlich am Grote Markt (zentraler Marktplatz) während des „März der Musiker“ 1973 statt, ein in jenen Tagen abends im September jährlich veranstaltetes Ereignis. Der Auftritt wurde auf eigenen und geliehenen Fahrrädern durchgeführt. Aufgrund des enormen Erfolgs wurde beschlossen, 41 Fahrräder zu kaufen.
Durch die außergewöhnliche Art Musik zu machen, wurde die Band in den Niederlanden und im Ausland bekannt. Seitdem trat sie unter anderem bei Karneval-Paraden und internationalen musikalischen Festivals auf, meist in Frankreich, Belgien, Deutschland und den Niederlanden, aber auch in England, der Schweiz, Schweden und Luxemburg.
2009 startete die Band ihren eigenen YouTube-Kanal mit dem Namen MaCBandHHK, wo Videos der Auftritte veröffentlicht wurden.

## Besondere Auftritte

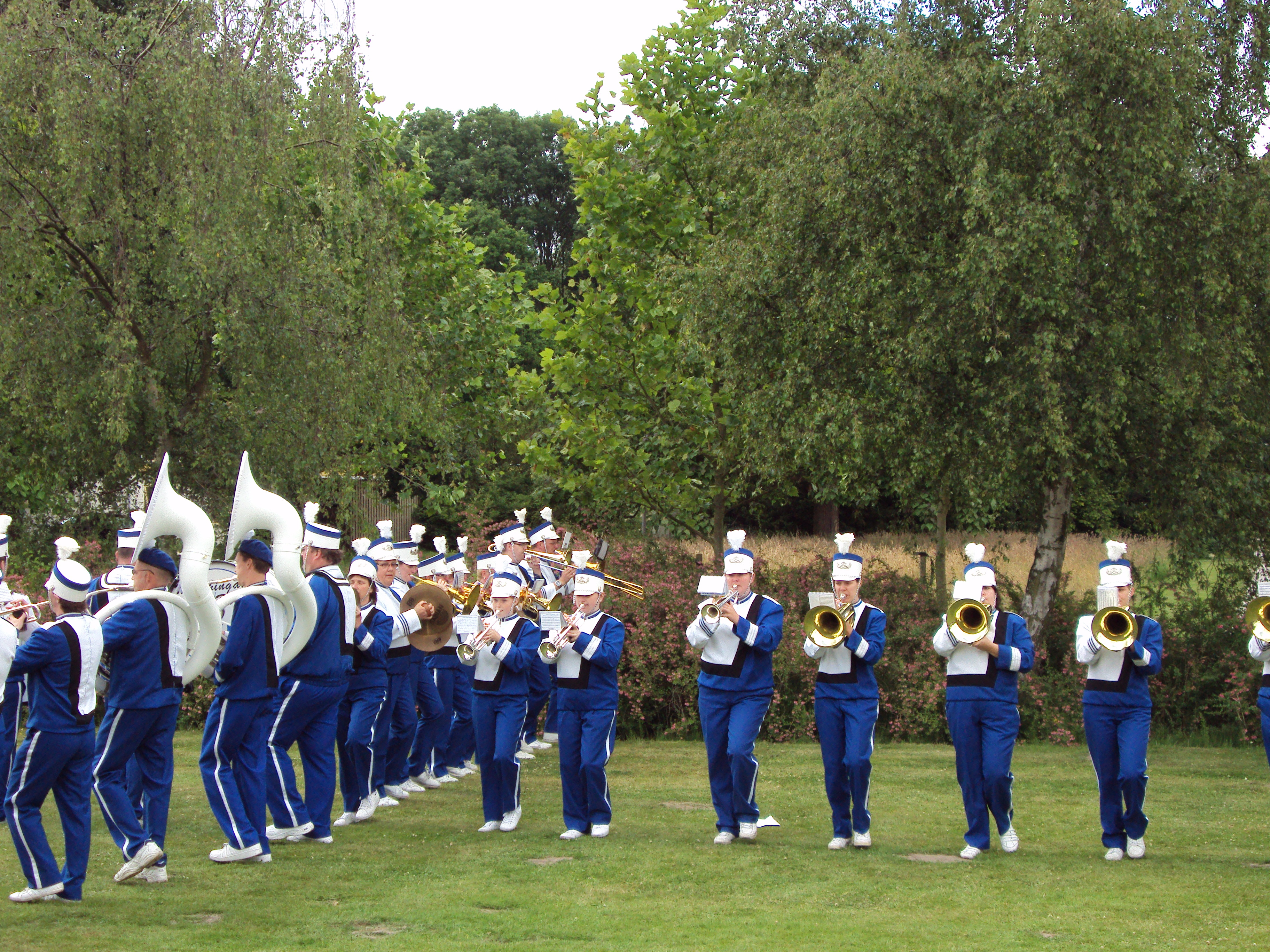
Auftritt 2009

Während des Bestehens der Marching and Cycling Band HHK gab es eine Reihe besonderer Auftritte:
- 1989: Gastauftritte in der französischen Fernsehshow Dimanche Martin
- 1991: TV-Spot für den niederländischen Naturschutz
- 1998: Das RTL4-Programm Ga Toch Fietsen (Gehe Radfahren) sendete einen Bericht über den Auftritt der Marching and Cycling Band HHK während des Bloemencorso (Blumenparade) am 25. April.
- 2001: Gewinner des ersten Preises durch einen Bericht für das Programm Malende Zaken von TV Noord-Holland
- 2002: Präsentation der neuen Uniformen während des März der Musiker in Haarlem
- 2003: Eröffnung der Autobahn A5 (Niederlande) auf dem Fahrrad
- 2004: 40-Jahr-Feier mit einem Auftritt auf Wasser-Fahrrädern während der Haarlemse Vaardagen (Haarlemer Segeltage)
- 2007: Eröffnung der Rollstuhlbasketball-Europameisterschaft in Wetzlar
- 2010: Eröffnung der Tour de France in Rotterdam
- 2010: Eine besondere Rolle bei der Tattoo Delft
- 2012: Gastauftritte im RTL4-Programm „Wat als?“
- 2014: Auftritt im niederländischen Film „Pak van mijn Hart“ (im Jahr 2013 aufgenommen)